# Cedar Hills (Utah)
Cedar Hills je město v okresu Utah County ve státě Utah ve Spojených státech amerických. K roku 2010 zde žilo 9 796 obyvatel. S celkovou rozlohou 7,1 km² byla hustota zalidnění 1 400 obyvatel na km².